# 张华 (1960年)
张华（1960年1月—），男，汉族，内蒙古清水河人，中华人民共和国政治人物，曾任内蒙古自治区人民政府副主席，现任内蒙古自治区政协副主席。